# Genética forense
A palavra genética vem do grego genetikós e seu significado é "capaz de procriar". Já a palavra forense vem do latim forensis com significado "do fórum", o Fórum na Roma antiga era onde os cidadãos resolviam assuntos tais como disputas, similar ao tribunal atualmente.
A Genética Forense é a área do conhecimento que trata da utilização dos conhecimentos e das técnicas de genética e de biologia molecular no auxílio à justiça. A Genética Forense também é conhecida como DNA Forense.
Apesar de o ramo mais desenvolvido da Genética Forense ser a identificação humana e sua aplicação mais popular ser o teste de paternidade, ela não se limita a isso, podendo ser aplicada na identificação ou individualização de animais, plantas e microrganismos.

## História
A genética forense pode estar no nosso cotidiano seja nas séries de investigação criminal ou no meio da cultura pop em geral, afinal é interessante pensar que uma área pode dar ferramentas que expliquem desdobramentos históricos. O levantamento técnico pericial é o termo utilizado para procurar vestígios genéticos em cenários sejam civis ou criminosos, também pode-se atrelar vestígios biológicos, fato é que pode ser descoberto mais do que uma identificação mas também um local, analisando podemos deduzir muito, a genética forense tende a ser um advento como óculos para ajudar a enxergar melhor o cenário em sua totalidade. (FILHO et al. 2020)
Origem: Inicialmente o sistema ABO de Landsteiner fora essencial para identificar o tipo sanguíneo de indivíduos. Em 1910 Edmund Locard com o princípio da troca fundamentou o começo da genética forense. Em 1926 houve a teoria cromossômica da herança. 1953 A descoberta helicoidal da dupla hélice mudou a maneira que se enxergava o DNA. Posteriormente surgiu o conceito de marcadores citológicos, bioquímicos, morfológicos e moleculares. (FILHO et al. 2020)
Ela se iniciou quando foram utilizadas pela primeira vez características genéticas para a definição de paternidade, ajudando a justiça. A fase moderna da Genética Forense teve início na década de 1980, quando pesquisadores descobriram regiões altamente variáveis do DNA, capazes de individualizar uma pessoa. Em 1985, Sir Alec Jeffreys apelidou as características únicas do DNA de uma pessoa de "impressões digitais do DNA". No decorrer da década de 1990, com a popularização do exame reação em cadeia da polimerase (PCR, do inglês polymerase chain reaction), desenvolveram-se técnicas cada vez mais sensíveis, capazes de identificar a origem de amostras biológicas com muito pouco DNA.

## Marcadores moleculares
Os marcadores moleculares mais utilizados na Genética Forense são os microssatélites autossômicos (também conhecidos pela sua sigla em inglês STRs - Short Tandem Repeats).
A genética forense busca criar perfis genéticos através de amostras biológicas. Assim, é possível identificar criminosos, absolver inocentes, identificar corpos em acidentes, e determinar a paternidade de pessoas com uma precisão extremamente segura. As primeiras técnicas forenses de identificação humana eram convenientes apenas para análise de DNA de evidências biológicas que contivessem células nucleadas (KOCH, ANDRADE, 2007). Hoje, no entanto é possível utilizar a técnica de sequenciamento de DNA mitocondrial, ampliando as possibilidades de identificação, e qualquer secreção ou amostra do corpo pode ser usada nos testes. Essas técnicas são conhecidas como datiloscopia genética (genetic fingerprinting), embora o termo mais preciso e utilizado para designá-las seja perfil de DNA (BROWN, 2001). Algumas das tecnicas empregadas são de: RFLP, VNTR, PCR e STR.
O método mais usado hoje em dia é o estudo de regiões repetitivas de DNA, o número de repetições varia entre os indivíduos e nunca será o mesmo entre pessoas não aparentadas VNTRs: (do inglês variable number of tandem repeats ou “número variável de repetições em tandem”): também denominados de minissatélites, são polimorfismos de DNA que consistem numa série de comprimento de repetições de fragmentos de DNA (KOCH, ANDRADE, 2007). A técnica de microssatélites conhecidos como STR vem se mostrando um método altamente confiável. Trata-se de uma técnica na qual são sequenciadas os alelos em cada loci do genoma humano e comparados com amostras de DNA de cenas de crime para identificação de suspeitos. O FBI criou um sistema que conta com 13 loci STR para identificação de suspeitos. STR são repetições do DNA em loci diferentes, e cada pessoa tem um número de repetições. Dessa forma, ninguém terá o padrão de DNA igual, a menos que sejam gêmeos idênticos. Representando um método seguro de solução de crimes. E também nos testes de paternidade. 
Marcadores bi-alélicos: além dos minissatélites e microssatélites há dois grandes grupos de polimorfismos no genoma humano - os polimorfismos de substituição de nucleotídeos únicos e os polimorfismos de inserção ou deleção de um ou mais nucleotídeos (polimorfismos de inserção – deleção) (KOCH, ANDRADE, 2007). Eles possuem a vantagem de precisar de menos loci, podendo ser usados em amostras mais degradadas, porém possuem a desvantagem de uma análise menos específica.

## O DNA como Evidência
Uma questão fundamental concernente ao uso do DNA como evidência está na validação científica dos métodos de análise. Em outras palavras, é preciso ter garantias científicas de que os testes podem inequivocamente identificar inclusões e exclusões para cada marcador genético utilizado. Inicialmente, a credibilidade dos testes deve partir da natureza das amostras biológicas utilizadas. Com frequência, as amostras são encontradas em superfícies não-estéreis, podendo sofrer danos após contato com a luz solar, micro-organismos e solventes. Existem procedimentos que podem minimizar a ação destes fatores de degradação do DNA. Entretanto, muitos cuidados devem ser tomados para evitar equívocos na interpretação. A amplificação pela PCR (reação em cadeia da polimerase) que é largamente empregada nas tipagens genéticas pode produzir falhas e artefatos quando a qualidade do material biológico está comprometida. Amostras parcialmente degradadas podem proporcionar, por exemplo, a amplificação preferencial de alelos e o surgimento das bandas fantasmas (stutter bands). No primeiro caso, tem-se a amplificação de um alelo em detrimento do outro. Isto pode gerar a falsa impressão de se tratar de um indivíduo homozigoto ao invés de heterozigoto para o locus em estudo. Já as bandas fantasmas ocorrem em virtude de falhas no processo que geram bandas com uma unidade de repetição a menos que a do alelo original. Deste modo, pode-se equivocadamente interpretar o resultado como um falso heterozigoto ou identificar um alelo erroneamente. Além disso, outra das limitações desse método é quando gêmeos idênticos são suspeitos, pois eles são geneticamente idênticos, e o teste de DNA pouco ajudaria. Neste caso, seria melhor analisar as digitais na cena do crime. O teste também se mostra ineficaz em casos de corpos muito degradados ou com amostras biológicas insuficientes, já nesta condição seria melhor o exame da arcada dentária. Mesmo com essas limitações, o teste de DNA se mostra um grande aliado da justiça.

## A Genética Forense no Brasil
A genética é a área da ciência forense que mais tem avançado. Basta uma pequena amostra de sangue, saliva, pele ou sêmen para identificar uma vítima ou um suspeito. A Secretaria Nacional de Segurança Pública está implementando o Banco de Dados Nacional Criminal de Perfis Genéticos, como o americano Codis, que armazena dados de criminosos condenados, e o europeu Fenix, que contém o perfil genético de milhares de pessoas desaparecidas. Tais ferramentas tornam mais ágil a troca de informações entre as instituições espalhadas pelo vasto território nacional, e facilitam a resolução de diversos casos. No Brasil a implementação desse banco de dados levará ao aumento da demanda nos laboratórios de perícia, uma vez que permitirá, por exemplo, identificar o criminoso pela análise de uma única gota de sangue encontrada no local do crime.
Em 2006, os peritos judiciais André Smarra, Eduardo Paradela e André Figueiredo publicaram uma série de artigos revelando as possibilidades de erros em exames de DNA, o que acarretou em convite pela revista Scientific American Brasil para escrever um artigo sobre a Genética Forense no Brasil. Em decorrência destas publicações vários laboratórios brasileiros começaram a ser condenados por erros em exames de DNA. Estes peritos continuaram publicando artigos sobre os possíveis erros em exames de DNA, o que levou o Ministério da Justiça a solicitar ao INMETRO viesse a padronizar os exames de DNA realizados pelos laboratórios brasileiros.
Alguns casos criminais de maior repercussão no país utilizaram as técnicas de genética forense para prisão de diversos criminosos como os envolvidos no caso do assalto à empresa Prosegur em Ciudad del Este no Paraguai em 2017, investigado pela Polícia Federal brasileira. O caso rendeu à Polícia Federal um prêmio internacional, o DNA Hit Of The Year de 2020, que considera a importância da aplicação da genética forense em investigações criminais. A técnica também foi bastante utilizada no caso dos ataques às sedes dos três poderes em Brasília em 2023.
Em 2023 a Rede Integrada de Bancos de Perfis Genéticos (RIBPG) e o Banco Nacional de Perfis Genéticos (BNPG) completaram 10 anos. A RIBPG, criada em 2013, começou com a integração de 15 estados que possuíam bancos de dados regionais de perfis genéticos e o banco da Polícia Federal. Atualmente compreende os laboratórios de genética forense das perícias estaduais de todas as Unidades Federativas e o laboratório da Polícia Federal.
Um exemplo do uso de datiloscopia genética foi no caso das torres gêmeas em 11 de setembro de 2001. Após o incidente, muitos profissionais como geneticistas moleculares, e médicos dedicaram esforços para o reconhecimento das vítimas. Uma das técnicas utilizadas foi o de coletar amostras de DNA dos corpos e comparar com amostras de referência como objetos pessoais e amostras de sangue das vítimas. Em caso de não haver amostras de referência, eram usadas amostras dos familiares. Infelizmente, muitos corpos estavam tão degradados que não foi possível identificar o DNA das amostras. Neste caso, foram usados DNA mitocondrial pois ele é mais abundante do que o DNA nuclear. Possibilitando os testes.